# توماس كينغ (كاتب)
توماس كينغ (بالإنجليزية: Thomas King)‏‏ (24 أبريل 1943 في ساكرامنتو، كاليفورنيا - ) كاتب سيناريو، وروائي، ومقدم برامج إذاعية، وكاتب، وأستاذ جامعي من الولايات المتحدة.

## روابط خارجية
- توماس كينغ على موقع IMDb (الإنجليزية)
- توماس كينغ على موقع الموسوعة البريطانية (الإنجليزية)
- توماس كينغ على موقع ميوزك برينز (الإنجليزية)
- توماس كينغ على موقع قاعدة بيانات الفيلم (الإنجليزية)